# Corpus Fontium Historiae Byzantinae
Le Corpus Fontium Historiae Byzantinae (litt : Corpus des sources concernant l’Empire byzantin) ou CFHB est un projet international visant à rassembler, réviser et publier la version critique de  sources historiques datant de l’Empire byzantin (IVe siècle-XVe siècle).  

## Historique
Son but est de mettre à la disposition des chercheurs les ouvrages d’auteurs byzantins, surtout ceux restés inédits à ce jour dans une version mise à jour. Le projet prit naissance au 13e Congrès des Études byzantines tenu à Oxford en 1966, alors que de nombreuses critiques s’étaient élevées à l’endroit du précédent Corpus Scriptorum Historiae Byzantinae supervisé au siècle précédent par Immanuel Bekker; il est dirigé par l’Association internationale des Études byzantines (AIEB) et par ses composantes nationales. En plus d’ouvrages reliés à l’historiographie, d’autres textes ayant une valeur historique peuvent prendre place dans les collections, mais sont exclus les textes post-byzantins ou non grecs ainsi que les textes étudiant la valeur, la tradition ou l’authenticité des documents officiels. 

## Collections publiées
Chaque tome contient des informations sur l’auteur, les manuscrits encore existants de même qu’une traduction annotée du texte. On y trouve fréquemment les textes originaux, y compris des fac-similés. Les tomes du CFHB sont classés en collections nationales selon leur endroit de publication : 
- Collection Atheniensis (Athènes)

- Collection Berolinensis (Berlin)

- Collection Bruxellensis (Bruxelles)

- Collection Italica (Italie)

- Collection Parisiensis (Paris)

- Collection Thessalonicensis (Thessalonique)

- Collection Vindobonensis (Vienne)

- Collection Washingtonensis (Washington D.C., Dumbarton Oaks)

## Lignes directrices
Les lignes directrices pour la publication des ouvrages ont été formulées dans le « Bulletin d’information et de Coordination 4 (1968) de l’Association internationale des Études byzantines ». Les éléments principaux en sont :
- Les textes doivent se baser sur des éditions critiques nouvelles et exhaustives,

- comporter une introduction comprenant de brèves indications sur l’auteur et l’ouvrage,

- si possible une traduction en langue moderne (allemand, anglais, français ou italien)

- et inclure trois index : noms propres, personnes et lieux; termes techniques byzantins; formes grammaticales dignes d’être remarquées[1].

### Articles reliés
- Corpus Scriptorum Historiae Byzantinae
- Monumenta Germaniae Historica
- Littérature byzantine